# حسن ضيا
حسن ضيا (من مواليد 14 فبراير 1996) هو دراج لبناني.      